# A RAI Saxa Rubra-i gyártóbázisa
A Saxa Rubra-i gyártóbázis a Rai olasz közszolgálati média egyik legfontosabb gyártóbázisa.

## Története
A gyártóbázis 1987 és 1992 között épült Roberto Panello építész tervei alapján, 1990. június 5-én adták át az 1990-es labdarúgó-világbajnokság kezdésére. Ez az épület akkor az International Broadcasting Center (Nemzetközi Közvetítő Központ) nevet kapta. 

## Adatok
A gyártóbázis 190 000 m²-es területű, és a nap 24 órájában nyitva áll. Számos televíziós és rádiós műsor készül az itt található stúdiókban. A bázison 11 digitális stúdió, 70 rendezői szoba és 10 grafikai központ van. Az épületkomplexumon belül 2 bár, egy 400 fős étkezde található. Ezenfelül csendőr- és rendőrőrs is van. 

## Épületek felosztása
- A épület: TG1
- B épület: Unomattina – a Rai 1 reggeli műsora és annak spin-off-jai
- C épület: TG3
- D épület: TG2
- E épület: Rai Storia
- F épület: Rai News, Rai Televideo, TGR regionális híradók általános, országos szerkesztősége és a TGR Lazio Lazio tartományi regionális híradó
- G1 épület: Rai Sport
- G2 épület: Rai Radio 1, Giornale Radio Rai, Rai Parlamento, Rai GR Parlamento, Rai Isoradio, Cciss
- H épület: Rai Cultura

## Megközelíthetősége
Tömegközlekedéssel a Roma–Civitacastellana–Viterbo-vasútvonalon közelíthető meg a római Piazzale Flaminio végállomástól, és a Centro Rai vasútállomásnál található. 

## Fordítás
Ez a szócikk részben vagy egészben  a   Centro radiotelevisivo Biagio Agnes című olasz Wikipédia-szócikk ezen változatának fordításán alapul.  Az eredeti cikk szerkesztőit annak laptörténete sorolja fel. Ez a jelzés csupán a megfogalmazás eredetét és a szerzői jogokat jelzi, nem szolgál a cikkben szereplő információk forrásmegjelöléseként.